# Beretta Laramie
Beretta Laramie - італійський револьвер одинарної дії, розроблений компанією Beretta на основі американського револьвера Smith & Wesson Модель 3.

## Конструкція
Револьвер має автоматичний запобіжник у вигляді ковзаючої штанги, яка автоматично розташовується між курком і рамкою під час зведення курка, запобігаючи випадковому пострілу, якщо курок зірвався, будучи не до кінця зведеним. Штанга також блокує розімкнення ствола для перезарядки та обертання барабану.
Для безпечного транспортування курок револьвера можна поставити на запобіжне зведення (звести наполовину). В даному випадку револьвер можна перезарядити і обертання барабану не заблоковане.

## Тактико-технічні характеристики
| Патрон                  | .45 Long Colt, .38 Special                |
| Довжина ствола          | 5" (13 см), 6.5" (17 см)                  |
| Ємність барабана        | 6 патронів                                |
| Прицільні пристосування | Регульований приціл і нерегульована мушка |

## Beretta Laramie в масовій культуру

### У відеоіграх
- Hitman: Blood Money - на рівні "Поки смерть не розлучить нас" використовують всі гості-чоловіки на весіллі та деякі гангстери. У грі Beretta Laramie називається Six Shooter (укр. Шестизарядник)